# Eugenia matogrossensis
Eugenia matogrossensis är en myrtenväxtart som beskrevs av Marcos Sobral. Eugenia matogrossensis ingår i släktet Eugenia och familjen myrtenväxter. Inga underarter finns listade i Catalogue of Life.